# Har Tlali
Har Tlali (hebrejsky: הר טללי) je hora o nadmořské výšce cca 480 metrů v severním Izraeli.
Leží v severní části pohoří Karmel, cca 6 kilometrů jihovýchodně od centra Haify a cca 3 kilometry severně od vesnice Bejt Oren. Má podobu výrazného návrší se zalesněnými svahy. Vrcholovou partii ale zaujímá areál Haifské univerzity, okolo kterého prochází lokální silnice 672. Na severní straně terén prudce klesá směrem do zastavěného území města Haifa, kam odtud směřují vádí Nachal Katija a Nachal Ben Dor. Stojí tu haifská čtvrť Hod ha-Karmel. Na jižní straně terén klesá do zalesněného údolí vádí Nachal Galim a jeho přítoků.
V prosinci 2010 bylo okolí hory postiženo lesním požárem, který zničil velkou část zdejších lesů a přiblížil se k samotnému areálu univerzity.